# Qualificazioni al campionato mondiale di calcio 2010 - CAF - Fase finale, gruppo D

## Classifica
| Squadra | P.ti | G | V | N | P | GF | GS | DR |
| ------- | ---- | - | - | - | - | -- | -- | -- |
| Ghana   | 13   | 6 | 4 | 1 | 1 | 9  | 3  | +6 |
| Benin   | 10   | 6 | 3 | 1 | 2 | 6  | 6  | 0  |
| Mali    | 9    | 6 | 2 | 3 | 1 | 8  | 7  | +1 |
| Sudan   | 1    | 6 | 0 | 1 | 5 | 2  | 9  | -7 |

- Ghana qualificato al mondiale e alla Coppa delle nazioni africane 2010.
- Benin e  Mali qualificate alla Coppa delle nazioni africane 2010.

## Risultati

### Primo turno
| Arbitro: | Eddy Maillet |

|              |           |             |
| El Tahir 23’ | Marcatori | 19’ Kanouté |

| Arbitro: | Daniel Bennett |

|          |           |  |
| Tagoe 1’ | Marcatori |  |

### Secondo turno
| Arbitro: | Divine Evehe |

|  |           |                       |
|  | Marcatori | 66’ Asamoah 78’ Amoah |

| Arbitro: | Kenias Marange |

|                |           |  |
| Omotoyossi 22’ | Marcatori |  |

### Terzo turno
| Arbitro: | Essam Abd El Fatah |

|                                  |           |                 |
| Maiga 29’ Diallo 76’ Kanouté 84’ | Marcatori | 15’ S. Tchomogo |

| Arbitro: | Jamel Ambaya |

|  |           |              |
|  | Marcatori | 6’ 52’ Amoah |

### Quarto turno
| Arbitro: | Essam Abd El Fatah |

|                        |           |  |
| Muntari 14’ Essien 52’ | Marcatori |  |

| Arbitro: | Jérôme Damon |

|            |           |             |
| Aoudou 87’ | Marcatori | 72’ Samassa |

### Quinto turno
| Arbitro: | Verson Lwanja |

|            |           |  |
| Aoudou 89’ | Marcatori |  |

| Arbitro: | Mohamed Benouza |

|             |           |  |
| Kanouté 89’ | Marcatori |  |

### Sesto turno
| Arbitro: | Slim Jedidi |

|              |           |                                |
| Abakar 45+1’ | Marcatori | 34’ (rig.) Omotoyossi 62’ Boco |

| Arbitro: | Badara Diatta |

|                     |           |                      |
| Amoah 65’ Annan 83’ | Marcatori | 23’ Fané 68’ N'Diaye |